# Фондовий ринок
Фо́ндовий ри́нок або ри́нок ці́нних папе́рів (англ. stock market, securities market) — частина ринку капіталів і сукупність фінансових відносин, де здійснюють емісію, купівлю й продаж цінних паперів (акцій, облігацій тощо).
Фондовий ринок є абстрактним поняттям, що слугує для позначення сукупності дій і механізмів, що роблять можливими торгівлю цінними паперами. Його не слід плутати з поняттям «фондова біржа» — організацією, яка надає можливість для здійснення торгових операцій і зведення разом покупців і продавців цінних паперів. В той час, фондова біржа прирівнюється до поняття регульованого (організаційно оформленого) фондового ринку.
Станом на січень 2022 року найбільші фондові ринки, за країнами, знаходяться в Сполучених Штатах Америки (приблизно 59,9 % від світової кількості), Японії (приблизно 6,2 %) та Великій Британії (приблизно 3,9 %).

## Фондовий ринок в Україні
На фондовому ринку України діють акції, державні і муніципальні облігації внутрішньої позики, облігації підприємницьких структур, казначейські зобов'язання, ощадні сертифікати, державні і компенсаційні сертифікати, житлові чеки, інвестиційні сертифікати, облігації зовнішньої позики.
У ХІХ — на початку ХХ ст. фондовий ринок в Україні розвивався в
основних фінансових центрах — Києві, Одесі, Харкові, Львові, де вже існували товарно-фондові біржі.
Початком становлення створення фондового ринку України стала поява відповідних законів України: «Про цінні папери і фондовий ринок», «Про приватизаційні папери», «Про банки і банківську діяльність». У цей же час з'являються перші українські акції і перші торговці цінними паперами.
У 1995-му році Верховна Рада України приймає Постанову «Про Концепцію функціонування і розвитку фондового ринку в Україні».
Пожвавлення законодавчої діяльності у сфері цінних паперів відбулося після прийняття Указу Президента України «Про державну комісію з цінних паперів і фондового ринку» від 12 червня 1995 р., 30 жовтня 1996 року було прийнято Закон України «Про державне регулювання ринку цінних паперів України», 9 липня 1996 р. — закон "Про внесення змін і доповнень до закону України «Про цінні папери і фондову біржу».
у 2001 році в Україні вже діяло 6 бірж і 2 торгово-інформаційні системи (ТІС). Починаючи з 2002 року, в Україні почали чітко домінувати два фондові майданчики: ПФТС та УМВБ. Їхня частка у 2002 році — майже 98,11 % всіх угод, укладених на організованому ринку. Станом на 2002 рік, решта торгових секторів поділили між собою ринок таким чином: Українська фондова біржа (УФБ) — 0,81 %, Київська міжнародна фондова біржа (КМФБ) — 0,73 %, Придніпровська фондова біржа (ПФБ) — 0,04 %, Донецька фондова біржа (ДФБ) — 0,03 %, Українська міжбанківська фондова біржа (УМФБ) — 0,24 %, Кримська фондова біржа (КФБ) — 0,04 %[джерело?].
Ще один імпульс до розвитку фондового ринку дала поява «Української біржі», яка впровадила ринок заявок. Це, у свою чергу, поклало початок такому явищу як інтернет-трейдінг.
На початку 2000-х років, фондовий ринок України можна було віднести до ринків з вкрай низькою ліквідністю. Про це свідчив значний розрив між котируваннями покупки і продажу фондових активів. У середньому він становив за групою найпопулярніших паперів 20 % — 25 %. У той же час, скажімо, у Росії цей показник не перевищував 1,5 — 2,0 %.
Про низьку ліквідність фондового ринку говорив також такий факт. У 1997 році в лістингу ПФТС були присутні 150 емітентів, але угоди відбувалися тільки з 87, і на перший десяток найбільш ліквідних емітентів припадало 67,9 % загального обсягу угод[джерело?]. У 2003 році близько 12000 угод на 130 емітентів облігацій (480, якщо вважати серії). Кількість угод з цінними паперами, укладених в 2003 році, — 17389 (у 2002 році — 18662), тобто практично залишилася на попередньому рівні[джерело?].
Крім низької ліквідності на фондовому ринку України існує ще одна фундаментальна проблема: вкрай низький відсоток акцій блакитних фішок, що вільно торгуються на біржі (так званих free-float stock). А це означає, що фондовий ринок України є вкрай недорозвиненим та на ньому неможливо реалізовувати довготривалі інвестиційні стратегії. Внаслідок цього український фондовий ринок є більш мінливий (англ. volatile) ніж його зарубіжні аналоги.
Розрізняють такі РЦП (Фондові ринки):
- за сферою поширення — світові, національні, регіональні та місцеві;
- за стадією обігу — первинний (первинні угоди купівлі-продажу тільки-що випущених ЦП) і вторинний (подальший обіг ЦП);
- за формою організації вторинного ринку — біржовий і позабіржовий (вуличний);
- за емітентами — ринок корпоративних ЦП, випущених юридичними особами; ринок муніципальних ЦП, випущених органами місцевого самоврядування; ринок державних ЦП, випущених державою.

Суб'єкти РЦП:
- емітенти (компанії, товариства, підприємства, держава) — випускають ЦП;
- інвестори (фізичні та юридичні особи) покупці ЦП;
- посередники (брокери, ділери, андеррайтери);
- органи регулювання (ДКЦПФР, біржі, асоціації брокерів та ділерів тощо);
- інфраструктурні учасники (депозитарії, зберігачі, реєстратори, трасти, продавці інформації про РЦП).

Фондовий ринок у світі
З липня 2017 року українці мають легальну можливість інвестувати на міжнародних фондових ринках. Для цього потрібно спочатку відкрити рахунок у іноземного брокера і потім вивести кошти в рамках е-ліміту НБУ.

## Основні функції
- регулювання сфери грошового обігу та кредиту;
- забезпечення переливу капіталу між галузями та сферами економіки;
- розподіл і перерозподіл капіталу корпорацій (АТ), контроль за їхньою діяльністю;
- залучення капіталу та забезпечення його ефективного використання;
- забезпечення оперативної інформації про рух індивідуальних капіталів.

## Інфраструктура
- Регулятивна — система регулювання ринку цінних паперів, що включає систему правил поведінки учасників ринку і систему методів впорядкування укладених угод;
- Функціональна — система торгівлі цінними паперами (посередники, фондові біржі, організований та неорганізований позабіржовий ринок, аукціони з продажу цінних паперів), яка забезпечує процес укладання угод з цінними паперами;
- Технічна — система розрахунків з укладання угод, збереження і обліку цінних паперів, що включає депозитарну діяльність (збереження цінних паперів, облік прав на цінні папери); діяльність з ведення та збереження реєстру власників цінних паперів; розрахунково-клірингова діяльність.
- Інформаційна — включає інформаційну систему (збір, обробку інформації про емітентів, новий випуск, ціни і місця торгівлі цінними паперами) і систему зв'язку (об'єднує засоби зв'язку учасників ринку цінних паперів).

## Законодавство
- Закон України «Про цінні папери та фондовий ринок»
- Закон України «Про акціонерні товариства»
- Постанова Верховної Ради України «Про Концепцію функціонування і розвитку фондового ринку в Україні»
- Указ Президента України «Про державну комісію з цінних паперів і фондового ринку»